# 二本榎通り

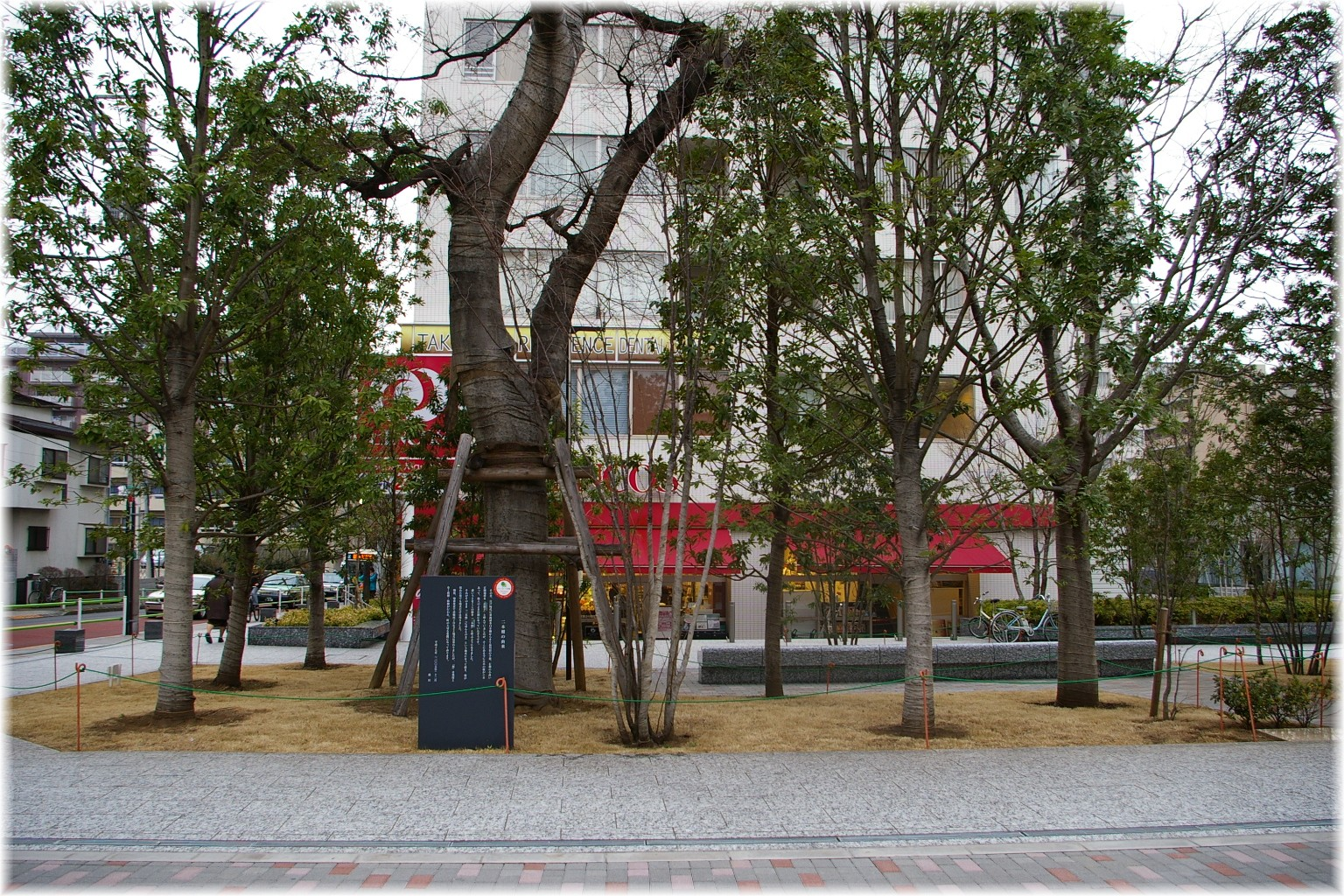
二本榎

二本榎通り（にほんえのきどおり)とは、東京都港区高輪一丁目と高輪二丁目の間、および高輪三丁目を通る道の名称である。
この通りは旧東海道をなし、三田四丁目方向に向かうと、伊皿子坂上を経て、｢聖坂｣と名称を変える。

## 名称の謂れ
江戸時代、上行寺（現在の高輪1-27明治学院体育館の場所に存在）門前に「榎」の木が2本あったことからこの名が付いた。当の榎はその後、移植され複数現存している。

## 二本榎の碑

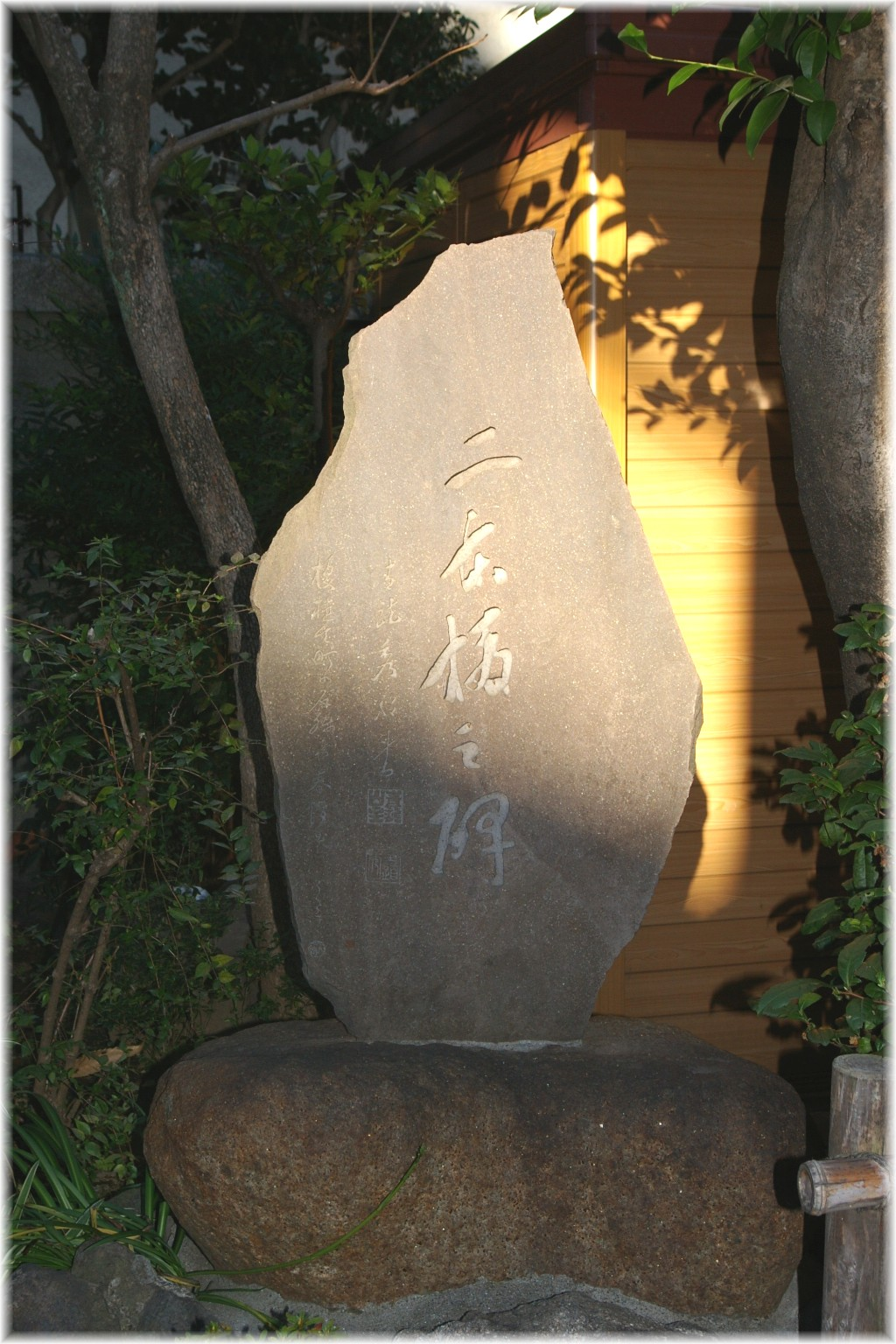
石碑

二本榎通り沿いの高輪二丁目の承教寺の山門前に、二本榎の碑という碑が存在する。
碑は自然石をそのまま応用したものである。寺への通路を挟んで向かい側に英一蝶の碑が建てられている。
碑の傍に碑の由来沿革を説明する立て看板が立てられている。書かれている内容は
- 「二本榎」の地名の謂れ。
- 1967年（昭和42年）に二本榎通りを挟んで向かい側にある「黄梅院」の境内に夫婦の榎を植え、石碑を建てた旨の説明。
- 1990年（平成2年）に碑を現在の場所に移したが、榎は現在も「黄梅院」に残っている。
- この碑が町内住民にとって大切な象徴であること。

である。